# Мейсон (Огайо)
Мейсон (англ. Mason) — город на юго-западе штата Огайо, США, в округе Уоррен.
На территории города находятся парк развлечений Кингс Айленд, а также один из крупнейших в мире теннисных стадионов, Теннисный Центр Семьи Линднер, где проходят турниры Cincinnati Masters.

## История
1-го июня 1803 года ветеран Войны за Независимость Уильям Мейсон уплатил на аукционе 1700 долларов за участок земли размером 640 акров (2.6 км²) на территории, на которой в настоящее время находится центр Мейсона. В 1815 году владелец разделил землю на 16 участков, и назвал общину Пальмирой. В 1835 власти Пальмиры были проинформированы о том, что в штате Огайо уже существует географическое образование с таким именем. Пальмира была переименована в Мейсон.
Мейсон оставался маленьким фермерским поселком вплоть до 1970 года, когда получил статус города. Его население составляло на тот момент 5700 человек.
Начиная с 1990-х годов, Мейсон превратился из небольшой фермерской общины в быстрорастущий город в центре крупной городской агломерации, образованной Цинциннати и Дэйтоном. Мэйсон занял седьмое место в рейтинге 50-ти лучших для жизни городов в Соединенных Штатах по версии Money Magazine за 2013 год. В 2008 и 2011 годах, CNN помещала Мэйсон в список 100 лучших городов.

## География
Согласно данным бюро переписи населения США, площадь города составляет 48.36 км².

## Экономика
Крупнейшими работодателями в городе являются компании Procter & Gamble, Luxottica, Cintas, Mitsubishi Electric, L-3 Communications, Heinz
На территории Мейсона находятся свыше 500 предприятий, преимущественно хайтек-компании, штаб-квартиры корпораций, и предприятия лёгкой промышленности. Свыше 90 корпораций расположили в 24-х корпоративных парках Мейсона свои штаб-квартиры или производственные мощности.

## Административное устройство
Муниципальный совет является источником законодательной власти в городе, мэр назначается советом. Попеременно три или четыре члена муниципального совета избираются в нечётные года, и занимают свой пост в течение четырёх лет.

## Демография
Согласно переписи населения 2010 года, население Мейсона составляет 30 712 человек, образующих 11016 домашних хозяйств и 8205 семей. Плотность населения — 636.5 человек/км². Средний размер домохозяйства — 2.77, средний размер семьи — 3.3
Медианный годовой доход домашнего хозяйства — 85 569 долларов
Медианный годовой доход семьи — 103 459 долларов
Возрастная медиана — 38.4 года
Около 1,6 % семей, или около 2,5 % населения города находились ниже черты бедности, включая 1,8 % несовершеннолетних, и 4,5 % жителей пенсионного возраста.

## Образование
Публичный школьный округ Мейсона регулярно занимает верхние места в рейтингах школьных округов штата. Налоги на частную и корпоративную недвижимость, размер которых регулируется городским советом, являются основным источником финансирования школьного округа. Из-за этого налоги в Мэйсоне традиционно выше, чем в среднем по прилегающим населенным пунктам.
В Мейсоне расположены пять публичных школ, каждая из которых принимает школьников соответствующих классов (возрастов). Школьный округ широко использует индивидуальные веб-страницы преподавателей для публикации домашних заданий и другой школьной информации.

## Климат
| Показатель                                                                                                 | Янв. | Фев. | Март | Апр. | Май  | Июнь | Июль | Авг. | Сен. | Окт. | Нояб. | Дек. | Год  |
| --- | ---- | ---- | ---- | ---- | ---- | ---- | ---- | ---- | ---- | ---- | ----- | ---- | ---- |
| Средняя температура, °C                                                                                    | −2,2 | 0,0  | 5,5  | 11,1 | 16,7 | 21,1 | 23,9 | 23,3 | 18,9 | 12,8 | 6,1   | 0,8  | 11,4 |
| Норма осадков, мм                                                                                          | 80   | 69   | 94   | 104  | 126  | 115  | 102  | 106  | 80   | 78   | 92    | 85   | 1135 |
| Источник: http://www.weather.com/weather/wxclimatology/monthly/graph/45040?from=month_bottomnav_undeclared |      |      |      |      |      |      |      |      |      |      |       |      |      |